# رينزو ريفوريدو
رينزو ريفوريدو (Renzo Revoredo Zuazo) (مواليد 11 مايو 1986)، هو لاعب كرة قدم كان يلعب كمدافع. يلعب مع منتخب بيرو لكرة القدم منذ عام 2010.

## وصلات خارجية
- رينزو ريفوريدو على موقع إي إس بي إن إف سي (الإنجليزية)
- رينزو ريفوريدو على موقع قاعدة بيانات كرة القدم.إي يو (الإنجليزية)
- رينزو ريفوريدو على موقع ناشيونال فوتبول تيمز (الإنجليزية)
- رينزو ريفوريدو على موقع Soccerway.com (الإنجليزية)
- رينزو ريفوريدو على موقع عالم كرة القدم.نت (الإنجليزية)
- رينزو ريفوريدو على موقع AS.com (الإسبانية)